# Буєшть
Буєшть, Буєшті (рум. Buești) — комуна у повіті Яломіца в Румунії. До складу комуни входить єдине село Буєшть.
Комуна розташована на відстані 87 км на схід від Бухареста, 14 км на захід від Слобозії, 122 км на захід від Констанци, 118 км на південний захід від Галаца.

## Населення
У 2009 року у комуні проживали 1206 осіб.

## Зовнішні посилання
- Дані про комуну Буєшть на сайті Ghidul Primăriilor [Архівовано 20 жовтня 2010 у Wayback Machine.]